# Conus praecellens
Conus praecellens é uma espécie de gastrópode do gênero Conus, pertencente à família Conidae.

## Ligações externas

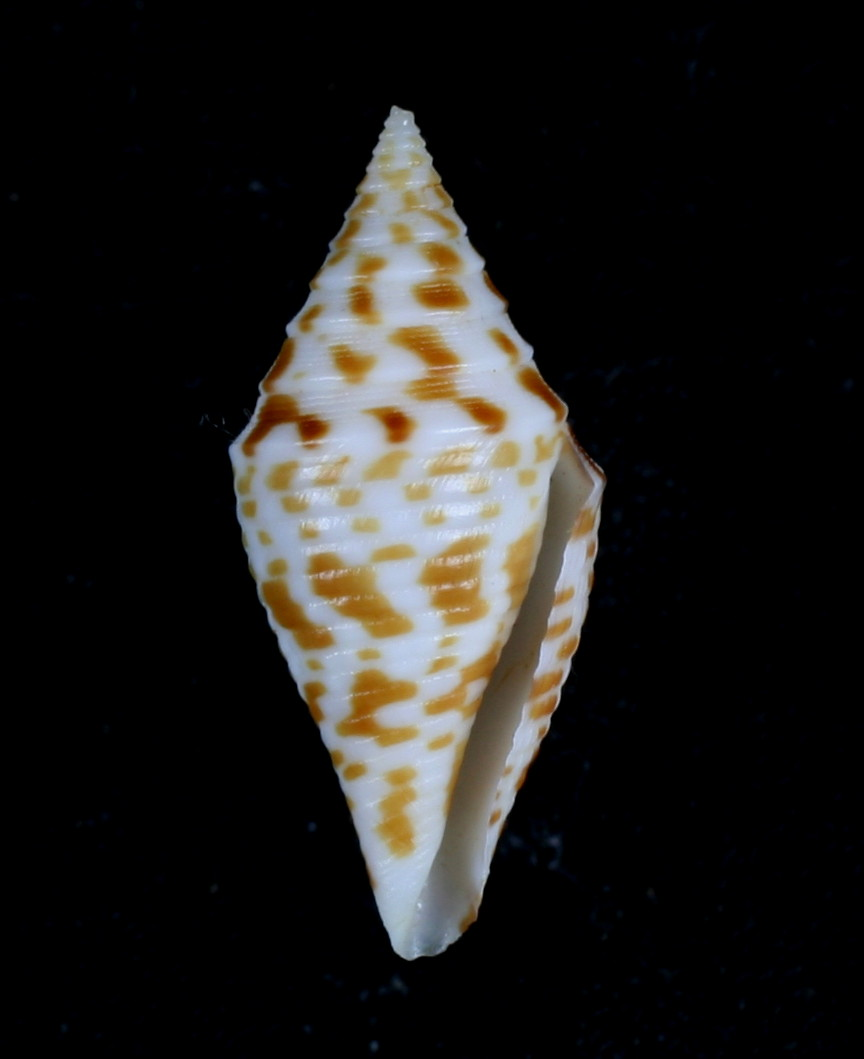
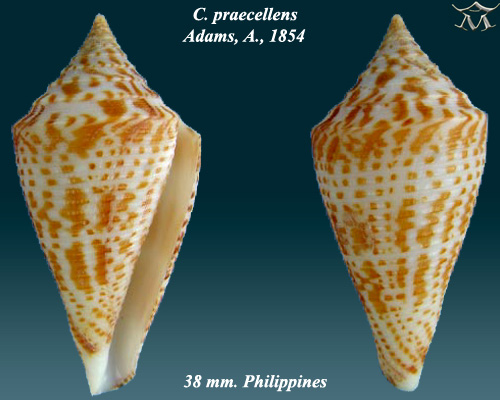
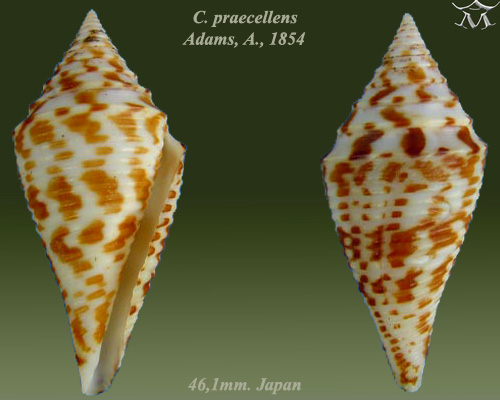
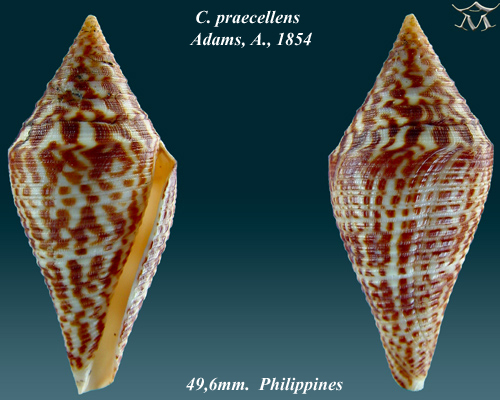
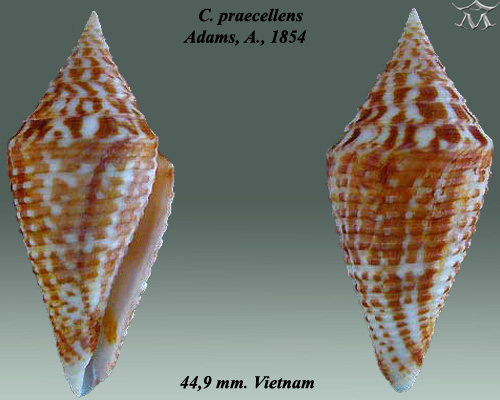